# هیرام بینگهام سوم
 هیرام بینگهام سوم (انگلیسی: Hiram Bingham III؛ ۱۹ نوامبر ۱۸۷۵ – ۶ ژوئن ۱۹۵۶) یک سیاست‌مدار و کاشف اهل ایالات متحده آمریکا بود. وی اولین بار وجود ماچو پیچو را به جهانیان شناساند.
هیرام بینگهام سناتور سابق عضو جمهوری‌خواه بود. وی در سال ۱۹۲۴ تا ۱۹۳۳ میلادی سناتور ایالت کنتیکت در سنای ایالات متحده آمریکا بود.